# Вольцоген, Эрнст фон
Барон Эрнст фон Вольцоген (нем. Ernst von Wolzogen; 1855—1934) — немецкий писатель, редактор, основатель одного из первых литературных кабаре в Германии.

## Биография
Эрнст фон Вольцоген родился 23 апреля 1855 года во Вроцлаве. Учился немецкой литературе, философии и истории искусства в Страсбурге и Лейпциге, затем переехал в Берлин.
Наиболее известные его произведения: «Die Entgleisten» (1893), «Ессе Ego» (1895), «Der Kraft-Mayr» (1897), «Das dritte Geschlecht». В них много юмора, много метких характеристик. 
Особенным успехом пользуется в Германии «Kraft-Mayr», с очень забавными описаниями артистической богемы, молодых пианистов и пианисток, составляющих свиту своего учителя Ференца Листа. 

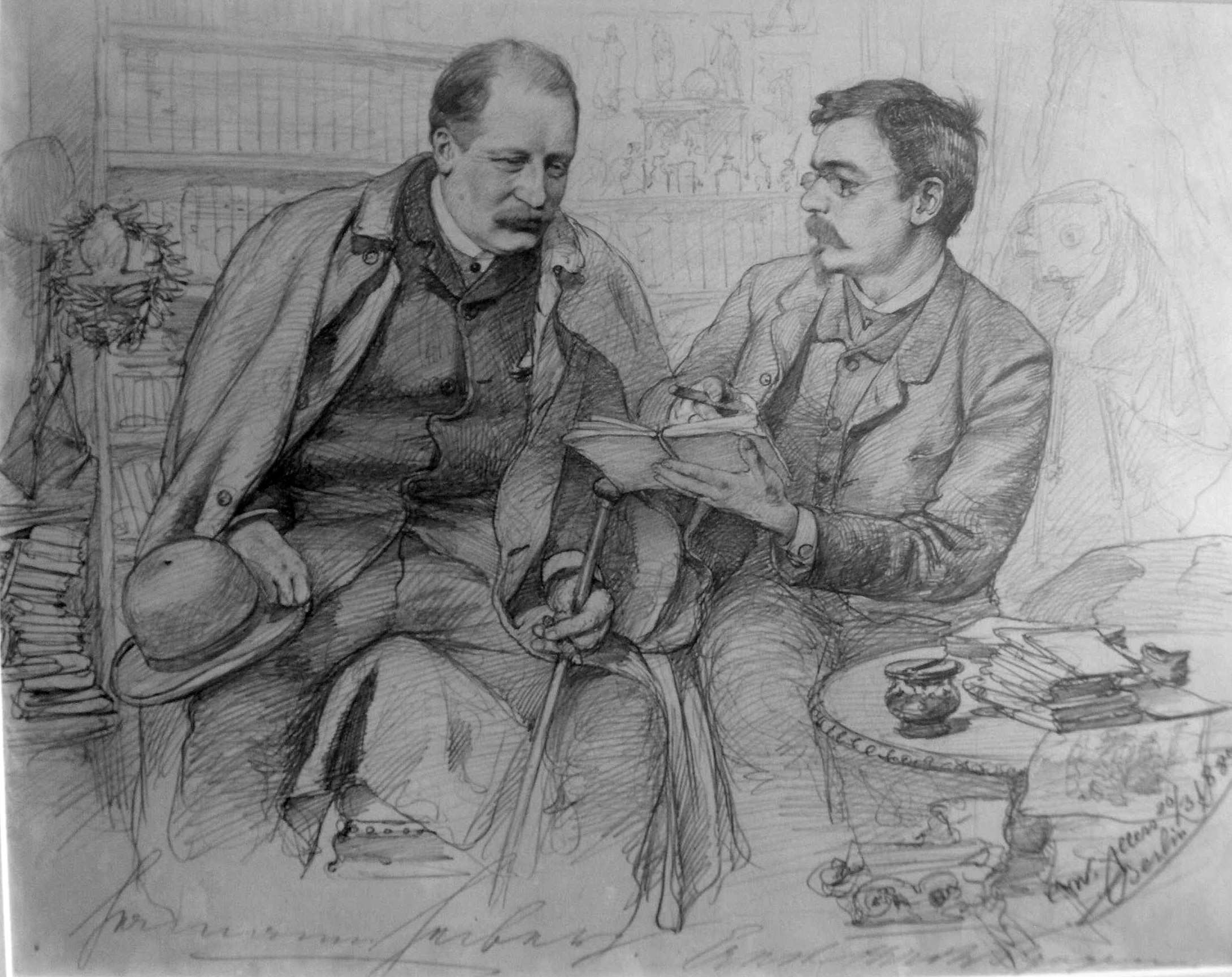
Герман Хейберг (Hermann Heiberg) и Эрнст фон Вольцоген

Э. Вольцоген часто вставляет в свои вымыслы портреты всякого рода известных людей. Забавная спутанность интриги нередко идет у него в ущерб реализму и психологической правде. Он умеет выискивать и описывать всякого рода эксцентричности и странности, усугубляя юмор содержания серьезностью формы. 
Кроме повестей и романов, Эрнст фон Вольцоген писал для сцены. Его трагикомедия «Lumpengesindel» (1892) — ряд забавных сцен из жизни литературной богемы, очень остроумных, но порой бессвязных. В другой его пьесе, «Hohe Schule», действие также слишком определяется игрой случая. Его пьесам недостает сосредоточенности, внутренней мотивировки. 
В конце XIX века писатель приобрёл известность ещё и тем, что основал первый «Ueberbrettl» в Германии («Buntes Theater» в Берлине) — нечто вроде парижских «литературных кабачков» на Монмартре, с преобладанием, однако, литературных и художественных целей над политической сатирой и гривуазностью. Около двух лет держалась созданная им мода на Ueberbrettl; затем этот род модернистских кафе-шантанов пришёл в сильный упадок; литературный характер был практически утрачен, уступая место обычному репертуару таких учреждений. Затея эта способствовала, однако, появлению обширного лирического репертуара песен и стихотворений, близких к действительности, но искусно стилизированных.
Эрнст фон Вольцоген умер 30 июля 1934 года в городе Мюнхене.

## Избранная библиография
Повести и романы
- Die Kinder der Excellenz, 1888
- Die tolle Komteß, 1890
- Die kühle Blonde. Berlin 1892
- Der Thronfolger. 1892.
- Das gute Krokodil und andere Geschichten aus Italien, 1893
- Die Entgleisten. Eine Katastrophe in sieben Tagen nebst einem Vorabend, 1894
- Die Erbschleicherinnen, 1895
- Ecce ego - erst komme ich!, 1896
- Die Gloriahose. ’s Meikatel und der Sexack. Zwei Geschichten, 1897
- Der Kraft-Mayr. 1897
  - Der Kraft-Mayr, Berlin 1933.
  - Der Kraft-Mayr, Berlin 1940.
- Geschichten von lieben süßen Mädeln, 1898
- Das dritte Geschlecht, 1899
  - Das dritte Geschlecht, Berlin 1930.
- Ein königliches Weib. Und andere Geschichten vom Münchener Fasching, 1900
- Die arme Sünderin, Roman in zwei Bänden, 1902
- Vom Peperl und andern Raritäten, 1902
- Was Onkel Oskar mit seiner Schwiegermutter in Amerika passierte, 1904
- Aus Schnurrpfeifers Lügensack. 10 Märlein für gescheite Kinder, 1908
- Die Großherzogin a. D.. 1908
  - Die Großherzogin a. D..  1922
  - Die Großherzogin a. D., 1935.
  - Die Großherzogin a. D., 1938.
- Der Bibelhase. Eine Begebenheit aus der Fridericianischen Zeit, 1908
- Mein erstes Abenteuer und andere Novellen, 1910
- Leidige Schönheit, 1910
- Das Kaisermanöver und andere Erzählungen, 1911
- Der Dichter in Dollarica. 1912.
- Der Lebensretter und andere Erzählungen, 1912
  - Der Lebensretter und andere Erzählungen, 1921
- Die Feuertaufe, 1912
- Der Herr in hohen Stiefeln. 1913
  - Der Herr in hohen Stiefeln, Berlin, Leipzig, 1931.
- Peter Karn. 1914
  - Peter Karn, 1914
- Landsturm im Feuer, 1915
- Das Mädchen mit den Schwänen, 1916
- Die verdammte Liebe, 1919
  - Die verdammte Liebe. 1926.
- Das gut alt teutsch Schwankbuch. 1922
- Der Erzketzer. Braunschweig, Hamburg 1924.
- Sem - der Mitbürger, Berlin 1924.
- Wenn die alten Türme stürzen, Berlin 1925.
  - Wenn die alten Türme stürzen, Michelstadt 1996.
- Das Schlachtfeld der Heilande, Magdeburg 1926.
- Norddeutsche Geschichten, Braunschweig & Hamburg 1926.
- Der Topf der Danaiden, Berlin, Leipzig 1927.
  - Der Topf der Danaiden. Hillger, Berlin, Leipzig 1929.

Лирика
- Er photographirt!, 1890
- Verse zu meinem Leben, 1907

Песни
- Das Lumpengesindel, Berlin 1892, VI, 80 S.
- Die Kinder der Excellenz, Lustspiel, 1893
- Daniela Weert, 1894
- Feuersnot. Ein Singgedicht, 1901
- Die Maibraut. Ein Weihespiel in 3 Handlungen, 1909
- Eine fürstliche Maulschelle, Spiel in 5 Aktussen, 1912
- König Karl, Trauerspiel, 1914
- Daniel in der Löwengrube, 1914
- Weibchen, Lustspiel, 1915
- Die Peitsche, Schauspiel, 1918
- Der Weg des Kreuzes. 1926
  - Der weg des Kreuzes, 1926.
- Der deutsche Teufel, München 1933.

Автобиография
- Wie ich mich ums Leben brachte, Braunschweig & Hamburg 1922.